# Desmiphora ferruginea
Desmiphora ferruginea là một loài bọ cánh cứng trong họ Cerambycidae.